# Didier Masson
Didier Masson troligen född 23 februari 1886 i Asnières Frankrike död 2 juni 1950 i Merida Yucatan, var en fransk flygpionjär, och en frivillig stridspilot i Mexiko, under första världskriget deltog han i de franska striderna.
Masson for över till USA där han ställde upp vid flygtävlingarna Harvard-Boston's Great Aero Meet i Boston 19 augusti 1910 med ett Vendomeflygplan. Vid tävlingarna medverkade bland annat Glenn H. Curtiss, Clifford D. Harmon och Thomas Baldwin Man tävlade om den totala prissumman 40 000 dollar.  
Masson engagerades senare som pilot vid Ivan R. Gates uppvisningsgrupp Flying Circus. 1912 köpte han ett flygplan med skjutande propeller av Glenn Martin.
Under den Mexikanska revolutionen 1913 tog sig Masson in i Mexiko utan tillstånd då han engagerades av mexikanska rebeller. Rebellerna hade köpt och smugglat över ett tvåmotorigt Martin Pusher flygplan till Sonoradisktriktet i Mexiko via Arizona. Masson har själv sagt att deltagandet på rebellernas sida inte var för att han stödde dem, utan det styrdes helt och hållet av möjligheten att få flyga. Det insmugglade flygplanet var Álvaro Obregóns hela flygvapen. Med flygplanet genomförde Masson och den mexikanska flygaren Gustavo Salinas Camiña flera bombuppdrag under sommaren 1913 och våren 1914 som en del i rebellernas krigföring i Sinaloa och Nayarit. En av de mer kända bombflygningarna blev anfallet 29 maj 1913, då Masson och Camiña anföll patrullbåten General Guerrero. Från cirka 1 000 meters höjd släppte man bomber mot båten, utan att träffa, men besättningen ombord kände sig försvarslösa och drog sig bort från Guaymas hamn. I slutet av kriget tillfördes rebellsidan tre stycken Moisantflygplan.
Under första världskriget ingick han i Escadrille Lafayette.